# Дрожжино (Смоленский район)
Дрожжино — деревня в Смоленском районе Смоленской области России. Входит в состав Талашкинского сельского поселения. Население — 18 жителей (2007 год). 
Расположена в западной части области в 11 км к юго-востоку от Смоленска, в 2 км восточнее автодороги А141 Орёл — Витебск. В 5 км северо-восточнее деревни расположена железнодорожная станция Тычинино на линии Смоленск — Рославль. 

## История
В годы Великой Отечественной войны деревня была оккупирована гитлеровскими войсками в июле 1941 года, освобождена в сентябре 1943 года.

## Достопримечательности
- В деревне сохранились корпуса больницы XIX-XX века с чертами стиля модерн, построенные на средства В. Н. и М. К. Тенишевых.[2]